# Каралар (Ленинский район)
Карала́р (укр. Каралар, крымскотат. Qaralar, Къаралар) — исчезнувшее село в Ленинском районе Республики Крым, располагавшееся на северо-востоке района и Керченского полуострова, примерно в 8 км к северу от современного села Затишное.

## История
Первое документальное упоминание села встречается в Камеральном Описании Крыма… 1784 года, судя по которому, в последний период Крымского ханства Конур-ата входил в Орта Керченский кадылык Кефинского каймаканства. После присоединения Крыма к России (8) 19 апреля 1783 года, (8) 19 февраля 1784 года, именным указом Екатерины II сенату, на территории бывшего Крымского Ханства была образована Таврическая область и деревня была приписана к Левкопольскому, а после ликвидации в 1787 году Левкопольского — к Феодосийскому уезду Таврической области. После Павловских реформ, с 1796 по 1802 год, входила в Акмечетский уезд Новороссийской губернии. По новому административному делению, после создания 8 (20) октября 1802 года Таврической губернии, Каралар был включён в состав Акмозской волости Феодосийского уезда.
По Ведомости о числе селений, названиях оных, в них дворов… состоящих в Феодосийском уезде от 14 октября 1805 года , в одной деревне Бешевли-Каралар числилось 17 дворов и 143 жителя. На военно-топографической карте генерал-майора Мухина 1817 года деревня Каралар обозначена с 22 дворами. После реформы волостного деления 1829 года Башуйлы Каралар, согласно «Ведомости о казённых волостях Таврической губернии 1829 года», отнесли к Чурубашской волости (переименованной из Аккозской). На карте 1836 года в деревне 6 дворов, а на карте 1842 года Каралар обозначен условным знаком «малая деревня», то есть, менее 5 дворов.
В 1860-х годах, после земской реформы Александра II, деревню приписали к Сарайминской волости. Согласно «Памятной книжке Таврической губернии за 1867 год», деревня Каралар была покинута жителями в 1860—1864 годах, в результате эмиграции крымских татар, особенно массовой после Крымской войны 1853—1856 годов, в Турцию и заселена русскими мещанами. Согласно «Списку населённых мест Таврической губернии по сведениям 1864 года», составленному по результатам VIII ревизии 1864 года, Бешуйлы-Каралар — владельческая русская деревня с 10 дворами и 42 жителями близ морскаго берега и с примечанием, что на военно-топографической карте состоит из двух участков Бешуйлы и Каралар. На трёхверстовой карте Шуберта 1865—1876 года в деревне Каралар обозначено 14 дворов. По «Памятной книге Таврической губернии 1889 года», по результатам Х ревизии 1887 года, в деревне Каралар числилось 9 дворов и 61 житель. По «…Памятной книжке Таврической губернии на 1892 год» в Караларе, входившем в Ново-Александровское сельское общество, числилось 5 жителей в 1 домохозяйстве. На верстовой карте Крыма 1896—1926 года в селении обозначено 5 дворов с русским населением. По «…Памятной книжке Таврической губернии на 1902 год» на хуторе Каралар, входившем в Ново-Александровское сельское общество, числилось 80 жителей, домохозяйств не имеющих. По Статистическому справочнику Таврической губернии. Ч.II-я. Статистический очерк, выпуск пятый Феодосийский уезд, 1915 год, в деревне Каралар Сарайминской волости Феодосийского уезда числилось 8 дворов (все дворы с землёй) с русским населением в количестве 61 человека только «посторонних» жителей, из которых 29 мужчин и 32 женщины. Жители владели 412 десятинами удобной земли. В хозяйствах имелось 22 лошади, 44 вола, 23 коровы и 340 голов овец, свиней, или коз.
Вблизи деревни позднее были расположены Караларские каменоломни, которым она дала название. Они вытянуты с запада на восток более чем на 800 м. Добыча пильного известняка там велась с конца XIX века, старейшее графитти относится в 1902 году.
После установления в Крыму Советской власти, по постановлению Крымревкома, 25 декабря 1920 года из Феодосийского уезда был выделен Керченский (степной) уезд, а, постановлением ревкома № 206 «Об изменении административных границ» от 8 января 1921 года была упразднена волостная система и в составе Керченского уезда был создан Керченский район в который вошло село (в 1922 году уезды получили название округов. 11 октября 1923 года, согласно постановлению ВЦИК, в административное деление Крымской АССР были внесены изменения, в результате которых округа были отменены и основной административной единицей стал Керченский район в который вошло село. Согласно Списку населённых пунктов Крымской АССР по Всесоюзной переписи 17 декабря 1926 года, в селе Каралар, Маяк-Салынского сельсовета Керченского района, числилось 11 дворов, из них 9 крестьянских, население составляло 47 человек, из них 30 украинцев, 15 русских, 1 татарин и 1 записан в графе «прочие». Постановлением ВЦИК «О реорганизации сети районов Крымской АССР» от 30 октября 1930 года (по другим сведениям 15 сентября 1931 года) Керченский район упразднили и село включили в состав Ленинского, а, с образованием в 1935 году Маяк-Салынского района (переименованного 14 декабря 1944 года в Приморский) — в состав нового района. На подробной карте РККА Керченского полуострова 1941 года обозначены развалины овцеводческого совхоза Каралар. Исключен из учётных данных в 1948 году.

### Динамика численности населения
| - 1805 год — 143 чел. - 1864 год — 42 чел. - 1889 год — 61 чел. - 1892 год — 5 чел. | - 1902 год — 80 чел. - 1915 год — 0/61 чел. - 1926 год — 47 чел. |